# World Ultra-Cycling Association
La World Ultra-Cycling Association è l'associazione organizzatrice della Race Across America e di molte delle maggiori iniziative legate all'Ultraciclismo, tra cui la Coppa del Mondo di Ultracycling e le Ultracycling World Series.

## Finalità
L'associazione si prefigge di promuovere l'ultraciclismo in ogni continente ed è un ente certificatore per i Guinness world record in tale disciplina sportiva.